# Адмірал (фільм, 2015)
Адмірал (нід. Michiel de Ruyter) — історичний фільм режисера Роеля Рейне, прем'єра якого відбулася 29 січня 2015 року.

## Сюжет
Події розгортаються у другій половині XVII сторіччя.
Англія оголошує війну Нідерландам. На заваді її збройної агресії стає потужний нідерландський флот.
Після загибелі адмірала Мартіна Тромпа у битві при Схевенінгені, командування приймає Міхіель де Рюйтер та завдає значних втрат англійському флоту.
Після цього Англія готова підписати мирну угоду, але Франція підштовхує англійського короля до продовження війни.
В цей час у Нідерландах вирує політична криза: протистояння прихильників республіки на чолі із великим пенсіонарієм Йоганом де Віттом та оранжистами, які прагнуть запросити до влади принца Вільгельма Оранського.
Через поразки від французьких військ, в Гаазі виникає невдоволення управлінням Йогана де Вітта і розлючений натовп вбиває його та його брата Корнеліуса. Де Рюйтер намагається допомогти Йогану де Вітту, якого вважає гідним правителем, але не встигає цього зробити.
До влади приходе Вільгельм Оранський.  Незважаючи на своє рідство із королем Англії, він продовжує війну, відстоюючи інтереси Нідерландів.
Де Рюйтер залишається командуючим флотом та перемагає об'єднаний англо-французький флот у битві при Теселе. Але після цього, через незгоду із внутрішньою політикою Вільгельма Оранського, він прохає на відставку. Вільгельм погоджується за умови, що де Рюйтер очолить морський поход у Середземне море для битви із французьким флотом.
У цій битві де Рюйтер гине, залишаючись одним з найвеличніших адміралів в історії.

## Сприйняття
Фільм був в цілому схвально прийнятий критиками.
За відгуком видання Screenanarchy, у фільмі «вражаюче епічний погляд на період часу, у якому відбуваються події».
У публікації видання Movie Nation зазначено, що «Адмірал» — потужний, гарно реалізований біографічний фільм про найбільшого героя в історії нідерландського флоту".

## Відзнаки та нагороди
У 2015 році фільм отримав Золоту премію Нідерландського кінофестивалю.